# Stazione di Berlino-Hohenschönhausen
La stazione di Berlino-Hohenschönhausen (in tedesco Berlin-Hohenschönhausen) è una stazione ferroviaria di Berlino. Serve il quartiere di Neu-Hohenschönhausen.